# Visaginas
Visaginas est une ville du nord-est de la Lituanie, de l'apskritis d'Utena. Sa population est de 28 269 habitants en 2008. Elle est située près du lac Drūkšiai, le plus grand lac du pays.

## Personnalités liées à la commune
- Alina Orlova (Visaginas, 1988 - ), chanteuse et musicienne.
- Irina Terentjeva (Visaginas, 1984 - ), fondeuse

## Honneur
L'astéroïde (444562) Visaginas est nommé en son honneur.